# Robert Cramer
Robert Edward Cramer , Jr., detto Bud (Huntsville, 22 agosto 1947), è un politico e avvocato statunitense, membro della Camera dei Rappresentanti per lo stato dell'Alabama dal 1991 al 2009.

## Biografia
Laureato in legge all'Università dell'Alabama, Cramer servì nell'esercito e successivamente lavorò come avvocato.
Nel 1991 il deputato Ronnie Flippo lasciò il Congresso, così Cramer si candidò per occupare il suo seggio come esponente del Partito Democratico e vinse.
Inizialmente Cramer veniva visto come un liberale, ma quando nel 1994 fu quasi sconfitto dall'avversario repubblicano, le sue posizioni politiche cominciarono a divenire sempre più moderate.
Dopo quell'episodio, Cramer tornò a riscuotere consensi e venne rieletto con ampio margine per altri sei mandati. Nel 2008 tuttavia annunciò di non voler cercare un'altra rielezione e abbandonò la Camera alla scadenza del nono mandato.
Per molti anni Cramer fu membro della Blue Dog Coalition, una coalizione di democratici centristi.